# ساسانیان پس از سقوط
پس از حمله و فتح ایران توسط اعراب، بسیاری از اعضای دودمان ساسانی از طریق کوه‌های پامیر در تاجیکستان کنونی به قلمروی سلسله تانگ در چین رفتند. امپراتور گائوزونگ به پناهندگان ساسانی که از تهاجم اعراب فرار می‌کردند اجازه داد در چین مستقر شوند. شاهزادگان ساسانی تلاش‌هایی ناکام برای بازپس‌گیری تاج و تخت خود انجام دادند.

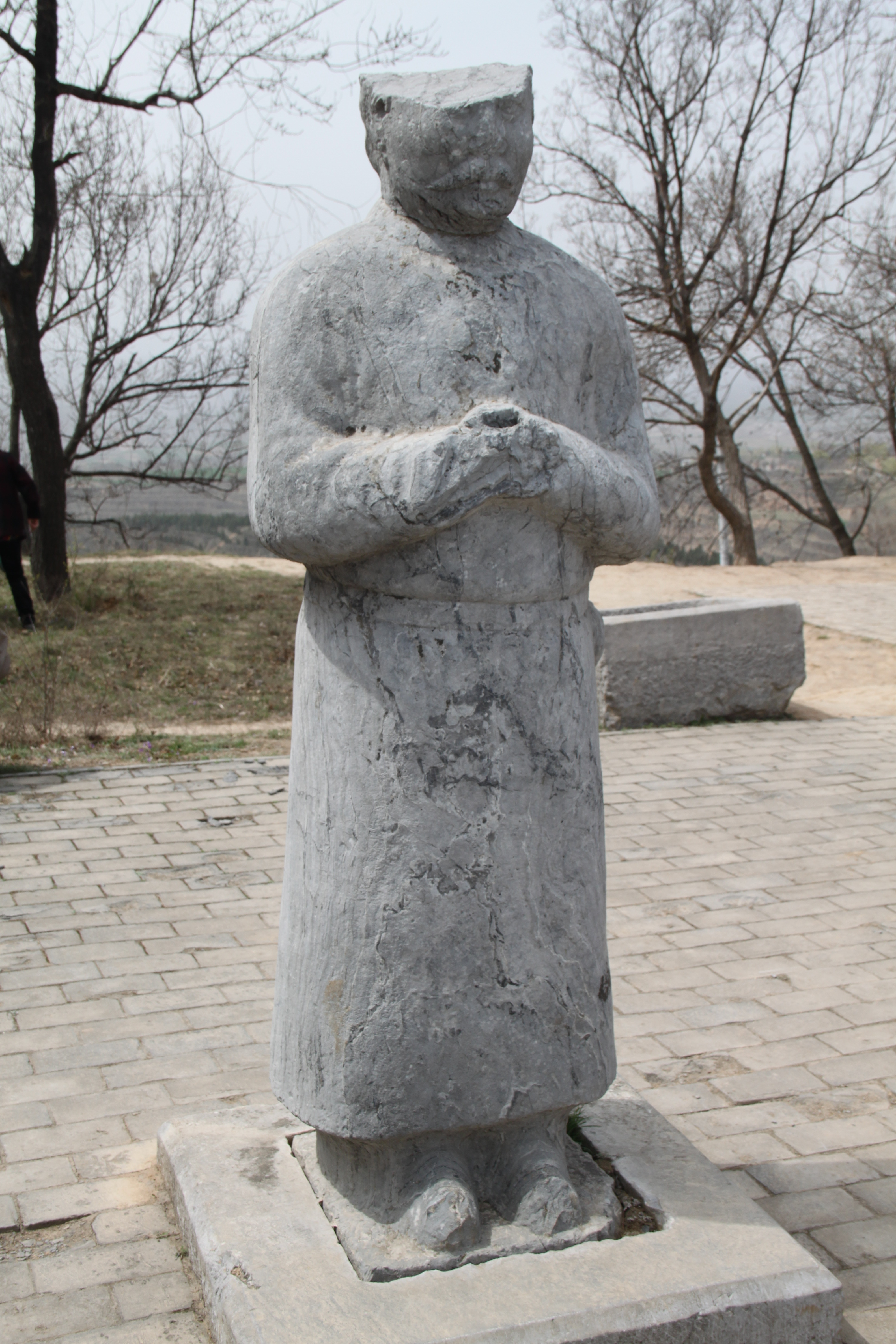
مجسمه ای از پیروز در میان مجسمه‌های «۶۱ مقام خارجی» در مقبره Qian قرار دارد. این مجسمه با موهای مجعد بلند و سبیل احتمالاً متعلق به پیروز یا پسرش نرسی (نوه یزدگرد سوم) است.

پیروز به همراه بهرام هفتم دیگر پسر یزدگرد سوم، به خواست پدرش، به چین رفت تا از فرمانروای چین تایزونگ کمک نظامی بخواهد، اما تایزونگ قبل از رسیدن او به پایتخت چین، چانگان درگذشت. بر اساس کتاب قدیمی تانگ، پیروز در سال ۶۶۱ میلادی از سلسله تانگ چین برای مقابله با اعراب کمک نظامی خواست. دربار تانگ فرماندهی منطقه پارس را در جایی که اکنون زرنج/زابل (جیلینچنگ) (در مرز کنونی افغانستان و ایران) نامیده می‌شود، تأسیس کرد و پیروز به عنوان فرمانده آن منصوب نمود. در سال بعد (۶۶۲ میلادی)، او توسط سلسله تانگ "پادشاه ایران" (波斯王) شناخته شد. بین سالهای ۶۷۰ و ۶۷۴میلادی، پیروز شخصاً به دربار تانگ رفت و لقب "Yòuwǔwèi Jīangjūn" 右武衛將軍، "سپهسالار رزمی گارد راست" به او داده شد. در سال ۶۷۸میلادی، به معاون دربار تانگ، پی شینگ جیان، دستور داده شد تا پیروز را تا ایران همراهی و اسکورت کند. سپس پیروز مجبور شد بیش از ۲۰ سال را در توخارا (吐火羅؛ احتمالاً Bactra یا تخارستان) بماند. در سال ۷۰۸میلادی، پیروز دوباره به دربار تانگ رفت و لقب "Zuoweiwei Jiangjun" (左威衛將軍 "سپهسالار الهام‌بخش گارد چپ") به او داده شد.
به نوشته کرون، پیروز سوم فرزند یزدگرد سوم موفق شد به عنوان شاه ایران در محلی که منابع چینی آن را جی لینگ نامیده‌اند مستقر شود که جی لینگ احتمالاً زرنج یا زرنگ در سیستان بوده است. به تلاش پیروز در منابع اسلامی در هنگامی که از شورش زرنج، بلخ، بوشنج، و خراسان در هنگام جنگ‌های داخلی مسلمانان در دوران خلافت علی بن ابی‌طالب نوشته‌اند، اشاره شده است. در این منابع، ذکری از نام پیروز سوم نشده است، اما نوشته‌اند که هنگامی که خٌلید بن کعث، فرماندار جدید منصوب شده برای خراسان، به نیشابور رسید. شنید که فرماندارانِ خراسانیِ شاه ساسانی (عمال الکسری) از کابل به خراسان آمده‌اند و خراسان شورش نموده است. منابع ایرانی نیز از این رخداد یاد می‌کنند:
پسر یزدگرد به هندوستان شد، سپاه و گُند آورد، پیش از آمدن به خراسان درگذشت، آن سپاه و گُند بیاشفت
با این حال، به گفته شرح حال پی شینگ جیان، پی هنگام اطلاع‌رسانی اوضاع سیاسی ایران به امپراتور گائوزونگ، اظهار داشت که پیروز قبل از سال ۶۷۸میلادی درگذشته.براین اساس شاهزاده ایرانی که اسکورت شده بود پسر پیروز، نرسه بوده است.
بر اساس «کتاب جدید تانگ»، پیروز پس از دریافت عنوان «سپهسالار رزمی گارد راست» درگذشت. پس از آن بود که پسر پیروز، نرسی (نوه یزدگرد سوم)/نرسیه، در سال ۶۷۹میلادی (نه ۶۷۸) توسط پی شینگ جیان به سمت غرب به ایران اسکورت شد. مانند گفته کتاب قدیمی تانگ، پی تا سوئیه پیش رفت و نرسیه (نه پیروز) سپس ۲۰ سال را در توخارا گذراند. در نهایت این نرسیه بود که لقب «سپهسالار الهام‌بخش گارد چپ» را دریافت کرد.
نرسی در سال ۶۷۹میلادی با لشکری از چین به فرماندهی پی شینگجیان به ایران روانه شد تا او را به تاج و تخت ساسانی بازگردانند، اما این لشکر در تخارستان متوقف شد. پی شینگجیان با موفقیت در برابر تهاجم خاقانات ترک غربی به رهبری خان آشینا دوژی مقابله نمود، اما او پس از آن انگیزه خود را در نصب مجدد پادشاه ایرانی از دست داد و نرسیه را تنها گذاشت. نرسیه سپس بیست سال بعد را در تخارستان را در جنگ با اعراب سپری کرد تا اینکه در سال ۷۰۷ میلادی به چانگان پایتخت تانگ بازگشت و در آنجا باقیمانده عمر خود را پیش از مرگ بر اثر بیماری سپری کرد. نرسیه نام خانوادگی چینی لی را انتخاب کرد.
خسرو پنجم (به چینی: 俱羅) پسر بهرام هفتم و نوه یزدگرد سوم بود که در حدود یک سده بعد از حمله اعراب، از آسیای مرکزی نقشهٔ بازپس‌گرفتن ایران را در سر می‌پرورانید. کریستن سن نیز نوشته است: در سال ۷۲۸ یا ۷۲۹ میلادی خسرو نامی از اخلاف یزدگرد سوم با ترکان همدست شد تا پادشاهی را به دست آورد، اما به مقصود خود نرسید.مورخان عرب از پسر پیروز، خسرو، به عنوان همراه ترگش‌ها در جنگ علیه اعراب در ماورالنهر یاد کرده‌اند. در جریان محاصره کمرجه در سال ۷۲۹میلادی، او تلاش کرد تا پادگان عرب را تسلیم کند، اما پیشنهاد او با تمسخر رد شد. فرزند خسرو پنجم، پشنگ نام داشت.